# Amorphophallus richardsiae
Amorphophallus richardsiae är en kallaväxtart som beskrevs av Stephan Ittenbach. Amorphophallus richardsiae ingår i släktet Amorphophallus och familjen kallaväxter. Inga underarter finns listade.